# Henriettea triflora
Henriettea triflora là một loài thực vật có hoa trong họ Mua. Loài này được (Vahl) Alain mô tả khoa học đầu tiên năm 1965.